# Cotesia phobetri
Cotesia phobetri är en stekelart som först beskrevs av Sievert Allen Rohwer 1915.  Cotesia phobetri ingår i släktet Cotesia och familjen bracksteklar. Inga underarter finns listade i Catalogue of Life.